# Pollone
Pollone – miejscowość i gmina we Włoszech, w regionie Piemont, w prowincji Biella.
Według danych na styczeń 2009 gminę zamieszkiwało 2196 osób przy gęstości zaludnienia 133,9 os./1 km².
W Pollone znajduje się letnia willa rodziny Frassatich, do rodziny której należeli bł. Pier Giorgio Frassati oraz Luciana Frassati-Gawrońska.